# Varmbearbetning
Varmbearbetning eller varmformning innefattar olika typer av plastisk bearbetning av metaller vid temperaturer över rekristallisationstemperatur (ex. för stål mellan 600 och 900 °C och för bly vid rumstemperatur). Detta sker för stål vanligen genom valsning eller smidning, vid temperaturer som innebär att stålet är mjukt (800-1250°C, beroende bl.a. på ståltyp).
Syftet med varmbearbetning är både att, med låga krafter, ge det varma metallstycket en viss form samt att förbättra materialegenskaperna. Utgångsmaterialet för varmformning kan vara ett kokillgjutet ämne (ex. göt, eller stränggjutet ämne). Under den plastiska bearbetningen bryts gjutstrukturen ned, materialet rekristalliserar och kornstorleken minskar. Samtidigt utjämnas också s.k. segringar (ojämnheter i kemisk sammansättning) och porer välls samman. Efter varmbearbetningen är materialet starkare än efter gjutningen och avsevärt mer duktilt (motståndskraftigt mot sprickbildning/formbart). Efter varmbearbetning som exempelvis varmvalsning kan materialet bearbetas ytterligare i form av kallbearbetning, exempelvis kallvalsning, vilket förhöjer styrkan i materialet ytterligare samt ger finare tolerans på bearbetningen. 